# Miss Minas Gerais 2018
Miss Minas Gerais BE Emotion 2018 foi a 61.ª edição do tradicional concurso de beleza feminina de Miss Minas Gerais, válido este ano para a disputa de Miss Brasil 2018, único caminho para o Miss Universo. De inúmeras inscritas, apenas trinta candidatas pré-selecionadas participaram da seletiva organizada pela Band Minas no dia 15 de Abril no "Minas Shopping", na capital do Estado. Destas iniciais sessenta candidatas, apenas doze seguiram para a semifinal, e posteriormente apenas cinco candidatas foram finalistas. A campeã do ano anterior, Jéssica Porto passou a faixa e a coroa para Elís Miele, de Ipatinga. 

## Resultados

### Colocações
| Posição                 | Município e Candidata |
| Miss Minas Gerais       | - Ipatinga - Elís Miele |
| 2º. Lugar               | - Varginha - Bruna Rezende |
| 3º. Lugar               | - Sete Lagoas - Glenda Monik |
| 4º. Lugar               | - Ervália - Mylena Duarte |
| 5º. Lugar               | - Timóteo - Nathália Rodrigues |
| (TOP 12) Semifinalistas | - Barbacena - Lara Campos - Belo Horizonte - Caroline Hermes - Belo Horizonte - Kessila Miranda - Belo Horizonte - Rafaela Abritta - Contagem - Gabriela Souza - Guiricema - Milena Gabrielle de Moura - Poços de Caldas - Maria Amélia Baptista |

## Candidatas
| - Barbacena - Ianca Siqueira - Barbacena - Lara Campos - Barbacena - Mariana Medeiros - Belo Horizonte - Caroline Hermes - Belo Horizonte - Edli Santana de Souza - Belo Horizonte - Ester Ribeiro - Belo Horizonte - Isabella Lages de Paula - Belo Horizonte - Jordane Sthefane Pires - Belo Horizonte - Kessila Miranda - Belo Horizonte - Lorena Canuto - Belo Horizonte - Nathália Marques Rodrigues - Belo Horizonte - Rafaela Abritta - Belo Horizonte - Raquel Rezende - Belo Horizonte - Ruana Valesca Rodrigues - Belo Horizonte - Vitoria Cristina de Paiva - Belo Horizonte - Vitória Ferreira dos Santos - Betim - Rayane Itoria Moreira - Brasília de Minas - Laura Simões - Carmo do Cajuru - Isadora Ferreira de Oliveira - Cássia - Lariana Ventura - Conselheiro Lafaiete - Dandara de Rezende - Contagem - Gabriela Souza - Contagem - Pâmella Silveira Dias - Contagem - Tallyta Lordes - Contagem - Victoria Fernandes Moreira - Divinópolis - Kathelen Julie Gomes - Ervália - Mylena Duarte - Gouveia - Camilla dos Santos - Guiricema - Milena Gabrielle de Moura - Igarapé - Thais Fernanda Medeiros | - Ipatinga - Elís Miele - Itanhomi - Heloísa Costa Arêdes - Itaúna - Camila Mara Penido - Janaúba - Letícia Medeiro dos Santos - Juiz de Fora - Maria Carolina Rodrigues - Lagoa Santa - Ingrid Santos Ferreira - Manhumirim - Fiama Oliveira - Mário Campos - Gabriela Martins - Moeda - Juliana Fernandes da Silva - Montes Claros - Thays Soares Mota - Nova Lima - Eduarda Liberato - Poços de Caldas - Maria Amélia Baptista - Poços de Caldas - Samira Danielle Fonseca - Riacho dos Machados - Priscila Batista Silva - Ribeirão das Neves - Aline de Paula Silva - Santa Luzia - Francielle Ferreira - Santa Luzia - Stefanny França Garro - Santa Luzia - Naiara Lucia Lucas - São Joaquim de Bicas - Heloísa Fonseca - São Sebastião do Paraíso - Karina Gonçalves Gajião - Sete Lagoas - Glenda Monik - Teixeiras - Samara de Freitas - Timóteo - Nathália Rodrigues - Três Pontas - Jéssica Assis Pereira - Ubá - Wanessa Rosignoli Pereira - Uberlândia - Nayara Suelen Silva - Varginha - Bruna Rezende - Varginha - Gabriela Martins Silva - Vespasiano - Thais Teixeira de Lima - Viçosa - Amanda Miranda |